# Harzer Dolomit

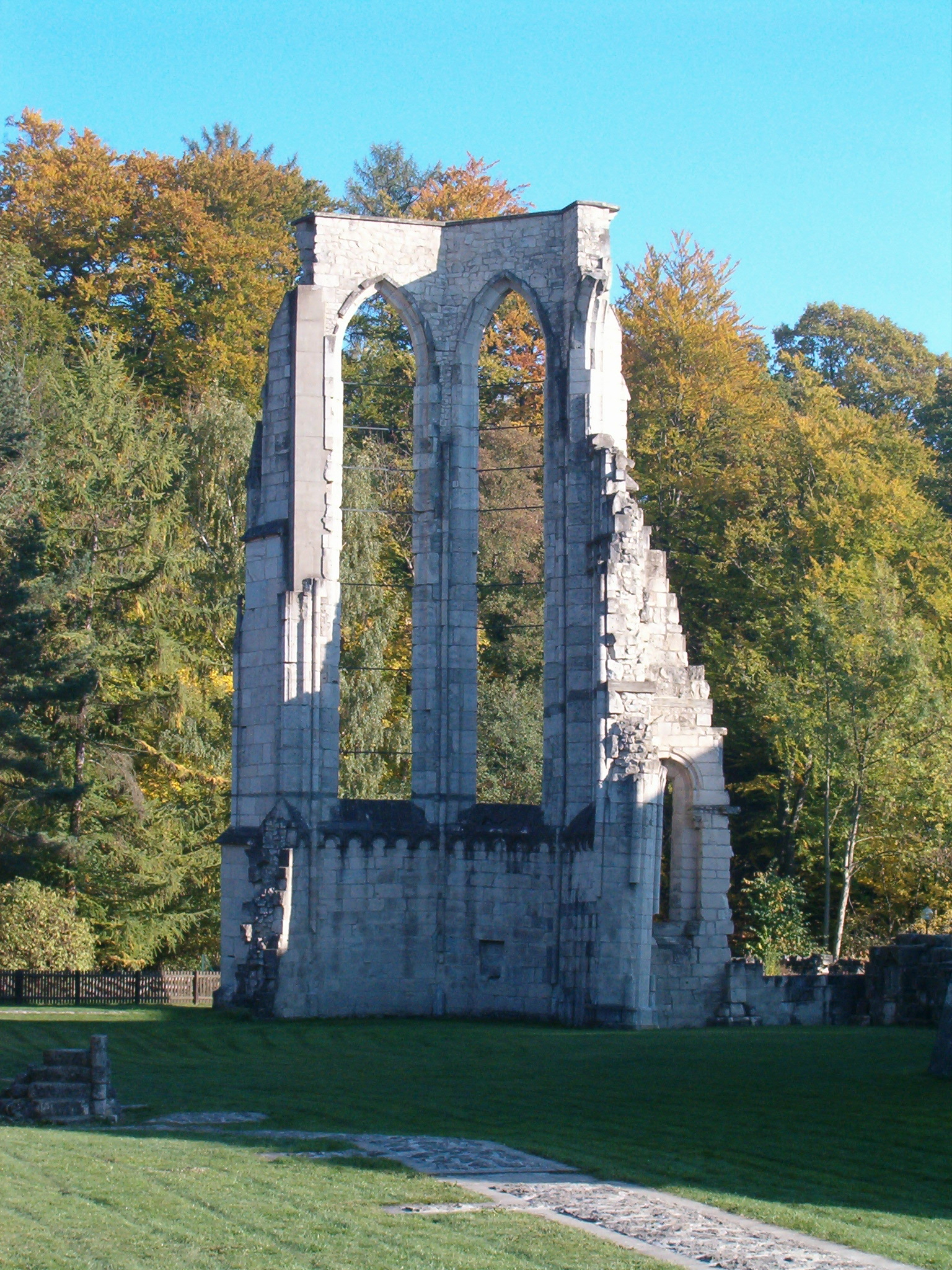
Westfassade der Kirchenruine des Klosters Walkenried aus Harzer Dolomit

Der Harzer Dolomit, der auch Nüxeier Dolomit oder Nüxeier Marmor genannt wird, bildete ein Gesteinsvorkommen im Südharz bei dem Weiler Nüxei bei Steina unweit von Bad Sachsa im Landkreis Göttingen. Dieses Vorkommen entstand im Zechstein aus dem Werra- und Staßfurt-Zyklus.

## Vorkommen
Zur Entstehung des Harzer Dolomits: Das Staßfurt-Karbonat lagerte sich zwischen Herzberg und Bad Sachsa in einer relativ kleinen Flachwasserzone ab und bildete eine 30 Meter mächtige Gesteinsbank.
Im Abbau war eine 3,50 Meter mächtige Werksteinbank unter etwa 3 Meter hohem Abraum von verkarstetem Dolomit. Die Rohblöcke, die in den Steinbrüchen gewonnen wurden, waren zirka 2,50 × 0,80 × 0,40 Meter groß. Abgebaut wurde er bis zu einer Höhe von 5 bis 10 Metern.
Es gab mehrere Brüche im Bereich der sog. Wolfskuhle zwischen Nüxei und Osterhagen.

## Gesteinsbeschreibung
Es handelt sich um einen feinkörnigen und kaum erkennbar parallelgeschichteten Naturstein. Er besteht aus 99 Prozent Dolomit und etwa 1 Prozent Calcit. Seine Farben sind hellbräunlich bis grau, zum Teil bis zum weißlich übergehend und ist dunkel geadert. Er enthält zahlreiche Stylolithen mit wenigen Resten von Mollusken. Dolomite sind im Allgemeinen gut verwitterungsbeständig, dieser ist sehr beständig und bleicht bei einem Verbau im Außenbereich leicht nach und zeigt leichte oberflächliche Anlösungen. Seine Wasseraufnahme beträgt lediglich 4 Prozent. Aufgrund seiner Dichtheit kann der Harzer Dolomit poliert werden; und da er polierfähig war, wurde er auch vor dem Zweiten Weltkrieg als Nüxeier Marmor bezeichnet.

## Verwendung
Verwendung fand Harzer Dolomit für Massivbauten, Bodenplatten, Fensterbänke, Treppen- und Wandbeläge, Denkmale, Steinbildhauerei. Verbaut wurde dieser Dolomit im Norden Deutschlands seit dem 12. Jahrhundert: Kirchenruine des Klosters Walkenried und evangelische Kirche in Zorge im Harz, Innentreppe im Rathaus Duderstadt, Fassade der Hauptpost in Braunschweig. Darüber hinaus wurde er früher zu als Putzmörtel und Fugmassen verarbeitet, daher ist seine Bedeutung für die Natursteingewinnung gering.

## Ähnliche Gesteine
In Deutschland werden lediglich wenige Dolomitgesteine gebrochen. Es sind dies:
- Wachenzeller Dolomit: Wachenzell bei Eichstätt
- Kleinziegenfelder Dolomit: Kleinziegenfeld in Oberfranken